# Welcome to the Jungle
〈Welcome to the Jungle〉은 미국의 하드 록 밴드 건즈 앤 로지스가 1987년 데뷔 음반인 《Appetite for Destruction》에 수록된 곡이다. 이 음반은 1987년 9월에 영국에서 처음 두 번째 싱글로 발매되었고, 이번에는 미국을 포함하여 1988년 10월에 다시 발매되었는데, 빌보드 핫 100에서 7위에 올랐고 영국 싱글 차트에서 24위에 올랐다.